# Cuscuta sandwichiana
Cuscuta sandwichiana ist eine Pflanzenart aus der Gattung Seide (Cuscuta) in der Familie der Windengewächse (Convolvulaceae).

## Beschreibung
Cuscuta sandwichiana ist eine parasitäre, krautige Pflanze. Die Stängel haben eine Dicke von 0,2 bis 0,5 mm und sind gelb-orange.
Die rispenartigen Blütenstände bestehen aus drei bis sieben (selten bis elf) locker gruppierten, gestielten Blüten. Die Blütenstiele haben eine Länge von 2 bis 5 mm. An der Basis einer Blütengruppe befindet sich ein Tragblatt, an der Basis der Blütenstiele fehlt es meistens. Es ist häutig, schmal dreieckig, 1 bis 1,6 mm lang und 0,7 bis 1 mm breit. Die Ränder sind ganzrandig, die Spitze ist spitz.
Die Blüten sind meist fünfzählig, selten auch vierzählig. Sie sind 3 bis 4 (selten bis 5) mm lang und fleischig. Sie sind weiß gefärbt und werden beim Trocknen gelb-braun. Sie sind eiförmig bis langgestreckt. Papillen werden nicht gebildet. In den Kronlappen, gelegentlich auch im Kelch, im Fruchtknoten und in der Kapsel sind Milchröhren sichtbar. Sie stehen einzeln oder in Reihen. Der Kelch ist gelb-braun, weder netzartig oder glänzend. Er ist becherförmig, nahezu so lang wie die Kronröhre. Die Kronblätter stehen auf 1/2 bis 1/3 der Länge frei voneinander, Die Kronlappen sind dreieckig-eiförmig, in einigen Blüten gekielt, sie überlappen sich an der Basis nicht. Der Rand ist ganzrandig, die Spitze stumpf bis fast spitz. Die Krone ist beständig, die Kronröhre ist glockenförmig, nicht sackförmig und 2 bis 3 mm lang. Die Kronlappen stehen aufrecht bis leicht abstehend. Sie sind 0,8 bis 1,5 mm lang und eiförmig-dreieckig, der Rand ist ganzrandig, die Spitze ist stumpf bis fast spitz. 
Die Staubblätter sind meistens nicht über die Krone hinausstehend und kürzer als die Kronlappen. Die Staubbeutel sind breit-elliptisch und 0,5 bis 0,7 × 0,4 bis 0,5 mm groß. Die Staubfäden sind 0,2 bis 0,7 mm lang. Die Pollenkörner haben eine Größe von 22 bis 27,5 µm. Zwischen den Staubblättern stehen keine Schuppen oder sie sind stark reduziert, zweilappig, abgeschnitten oder dreieckig, an den Enden mit einigen Zähnen besetzt.
Die zwei Griffel sind gleichmäßig kräftig, etwa 0,5 bis 1,1 mm lang und damit in etwa genauso lang wie der Fruchtknoten. Die Narben sind kopfig und kugelförmig.
Die Früchte sind nicht-aufspringende bis unregelmäßig aufspringende Kapseln. Sie sind kugelförmig bis eingedrückt kugelförmig geformt, messen 2,5 bis 3,5 × 3,3 bis 4 mm. Sie sind um die den Griffel umgebende Apertur herum verdickt, aber nicht angehoben. Sie sind nicht durchscheinend, die verblühte Krone umgibt die Kapsel. Jede Kapsel enthält meist zwei Samen, diese sind gewinkelt, elliptisch bis breit elliptisch und 1,1 bis 2 × 1 bis 1,7 mm groß. Die Zellen der Samenhülle sind grubig/papillös, messen 35 bis 50 µm im Durchmesser. Epikutikularwachs wird nicht ausgebildet. Das Hilum befindet sich nahezu endständig, ist rund und misst 0,3 bis 0,45 mm im Durchmesser.

## Vorkommen
Die Art kommt auf Hawaii vor.